# Jan Nesládek
Jan Nesládek (17. března 1925 Praha – 13. března 1996) byl český skaut a politický vězeň.

## Život

### Mládí a válečné období
Nesládek se narodil do rodiny živnostníka, který po návratu z bojů první světové války provozoval na pražském Olšanském náměstí rodinný hostinec pojmenovaný „U zeleného stromu“. Když byly Janovi tři roky, přestěhovala se rodina do bytu v činžovním domě v Krkonošské ulici na Vinohradech. Roku 1936 začal chodit do reálného gymnázia Na Smetánce, kde se seznámil se svým spolužákem Milošem Nesvadbou, pozdějším hercem činohry Národního divadla. Protože se u Nesládka projevoval výtvarný talent, navštěvoval během svých gymnaziálních studií kurzy malířství u profesora Františka Viktora Mokrého.
Školu ukončil maturitou a od ledna 1944 byl přidělen coby pomocný dělník do továrny společnosti Philips v pražském Hloubětíně. Na konci druhé světové války se na základě rozhlasové výzvy spolu se svým otcem zapojil do květnového Pražského povstání a budoval barikády či ošetřoval zraněné v okolí Krkonošské ulice, kde bydlel.

### Povinná vojenská služba
Po konci války si podal žádost k nástupu do podniku Československé pošty. Uspěl a vydržel zde do září 1947, kdy na základě povolávacího rozkazu narukoval na povinnou vojenskou službu. V té době byl již členem Československé strany lidové (ČSL), do jejíhož týdeníku Vývoj, který vedl Pavel Tigrid, Nesládek pravidelně přispíval svými kresbami.
Jakmile Nesládek dokončil základní vojenský výcvik, zapsal se v listopadu 1947 do školy pro důstojníky v záloze, která sídlila v Novém Městě nad Váhom. Zde prožil únorový puč roku 1948 a po něm byl v dubnu bez udání důvodu ze školy vyloučen a poslán do Kutné Hory k tamnímu vojenskému útvaru. Po absolvování výcviku začal na doporučení praporčíka Bohumila Nedvědického pracovat jako kreslič ve správě budov v Pardubicích. Kvůli své stranické angažovanosti v ČSL byl vyhodnocen jako politicky nespolehlivý, který nemůže vykonávat dosavadní kancelářskou práci, a přesunul se proto zpět ke kutnohorskému útvaru, kde sloužil u spojařů. Absolvoval kurz instruktora setniny a stal se velitelem světnice nově odvedených branců. Když pak odvedenci odešli do kurzů a škol, stal se v listopadu 1948 velitelem světnice vojenských nováčků. Seznámil se zde s vojínem Otakarem Sykou. Velitelem setniny byl rotmistr Antonín Izaj. Nesládek v té době svůj volný čas vyplňoval malováním obrazů podle fotografií.

### Ilegální činnost
Syka tehdy navrhl Nesládkovi, aby spolu na útvaru založili vojenskou ilegální skupinu. Nesládek měl sice obavy o svojí rodinu, ale nakonec souhlasil. Schůze uskupení pojmenované zkratkou SIOMVF (odvozené od „Státní ilegální organizace mladé vlastenecké fronty“) se konaly o víkendech zpravidla v Izajově kutnohorském bytě nebo v některém z tamních hostinců. Skupina vytvářela protistátní letáky, jejichž podobu vytvářel vedoucí skupiny technický úředník Josef Hartman a pomáhal mu s nimi i Nesládek. K jejich rozmnožování používali cyklostyl, který obstaral Nesládek přes svého švagra, jenž zastupoval kancelářský obchod Horáček a spol. Za několik týdnů jejich činnosti se skupině podařilo vyrobit a rozdistribuovat několik stovek letáků.

### Zatčení a věznění
Jak cyklostyl používali, došlo k poškození jeho části. Spiklenci se rozhodli, že si obstarají nový. Část skupiny pod Hartmanovým vedením se 19. března 1949 navečer rozhodla odcizit cyklostyl z kutnohorského sekretariátu Revolučního odborového hnutí (ROH). Někteří ze členů skupiny, mezi nimi i Nesládek, se sice zásadně stavěli proti realizaci záměru, ale přesto ozbrojený Hartman spolu s L. Schreierem a O. Novákem krádež krátce po půlnoci 20. března provedli a lup uschovali u Izaje. Následující den (21. března) státní bezpečnost (StB) v Kutné Hoře zatkla Hartmana se Schreierem a umístila je do zajišťovací vazby věznice kolínského okresního soudu. O pět dní později (26. března) byl při návštěvě pražské Ústřední vojenské nemocnice zatčen i Nesládek, kterého následně převezli do prozatímní vazby vojenské věznice v Kolíně. Na to od 4. dubna 1949 navázalo rozsáhlé zatýkání Hartmanových spolupracovníků a známých, mezi něž patřili studenti, vojáci základní služby, živnostníci či dělníci nebo úředníci. V průběhu noci ze 3. na 4. května 1949 se i přes protesty místní veřejnosti uskutečnil převoz zadržených do pražské pankrácké vazební věznice. Dne 20. června 1949 se uskutečnilo neveřejné soudní přelíčení s vojenskou skupinou, při němž byl Nesládek shledán za vůdce vojenské části skupiny a spolu s Izajem dostali dvanáctiletý trest odnětí svobody za velezradu podle zákona na ochranu republiky, dále ke ztrátě občanských práv na deset let a konfiskaci poloviny majetku. Mnohaleté tresty dostali i další vojáci, mezi nimi rovněž Syka. V další dny (od 21. do 23. června) se u pražského Státního soudu konalo neveřejné přelíčení s ostatními zadrženými a obviněnými, z nichž Hartman jako vůdce civilní části skupiny dostal za velezradu doživotí podle zákona číslo 231/1948 Sb.
Po konci procesu byl Nesládek spolu s dalšími odsouzenými převezen do plzeňské věznice Na Borech a po několika měsících následně v říjnu 1949 do nově zřízeného trestně pracovního tábora Rovnost na Jáchymovsku, kde byl zařazen na práci na šachtě. Na Vánoce roku 1949 vytvořil muklovský betlém, ve kterém zachytil postavy jak z dob před nástupem do vězení, tak též z výkonu trestu. S ohledem na svůj zdravotní stav si v prosinci 1951 vymohl přesun ke skupině Budování, jež působila v Horním Slavkově, kde pracoval jako písmomalíř. O téměř dva roky později, v listopadu 1953, byl ale za kresbu protistátních karikatur přeložen na trestně pracovní tábor Vykmanov II a následně zbytek trestu strávil na Příbramsku v táboře Bytíz. Na svobodu byl podmínečně propuštěn 22. února 1957.

### Po propuštění
Následně začal na pozici asistenta pracovat v Československé televizi. Ke konci roku 1957 však musel na základě kádrových prověrek coby někdejší politický vězeň místo v televizi opustit a začal pracovat jako závozník u pekáren. Roku 1963 se vrátil do Příbrami, kde začal coby civilní zaměstnanec pracovat v povrchových pracovištích tamních Uranových dolů. Zde prožil i pražské jaro 1968, během něhož zakládal na pražských Vinohradech místní pobočku uskupení Klubu 231. S činností však musel skončit kvůli invazi vojsk Varšavské smlouvy do Československa v srpnu 1968. Do penze odešel roku 1977 a poté až do poloviny osmdesátých let 20. století působil na Generálním ředitelství obchodu s textilem jako referent hospodářské správy.
Po sametové revoluci roku 1989 se Nesládek podílel na vzniku Konfederace politických vězňů (KPV). Spolu s tím pomáhal jejím členům či jejich pozůstalým při vyřizování administrativních úkonů sovisejících se soudní rehabilitací. Rehabilitace se dočkal 23. ledna 1991 usnesením Vyššího vojenského soudu v Příbrami.

## Rodina
Nesládek se roku 1946 oženil se svou snoubenkou Irmou Hullovou a do manželství se jim následujícího roku narodil syn Ivo.